# Compsophorus pictus
Compsophorus pictus är en stekelart som först beskrevs av Heinrich 1934.  Compsophorus pictus ingår i släktet Compsophorus och familjen brokparasitsteklar. Utöver nominatformen finns också underarten C. p. mengkokae.